# François Arnaud (acteur)
François Arnaud, geboortenaam François Barbeau (Montreal, 5 juli 1985) is een Canadees acteur. In zijn lopende carrière was hij al actief in het theater, op filmsets en in televisieseries. 
Arnaud kreeg internationale erkenning door de rol van Antonin Rimbaud in de Canadese dramatische langspeelfilm J'ai tué ma mère uit 2009 in een regie en naar een scenario van Xavier Dolan, en vooral door zijn hoofdrol als Cesare Borgia in de Amerikaanse historische gekostumeerde televisieserie The Borgias uit 2011 in een regie en naar een scenario van de Ierse Neil Jordan voor de betaalzender Showtime.

## Filmografie

### Films
- 2009: J'ai tué ma mère - Antonin
- 2009: Les Grandes Chaleurs - Yannick
- 2013: Moroccan gigolos - Nicholas
- 2014: Amapola - Luke
- 2015: -Enragés -: Vincent
- 2015: The People Garden - Jamie
- 2015: The Girl King - Karl Gustav Kasimir
- 2015: Big Sky - Clete
- 2016: Jean of The Joneses - Jeremiah Rosen
- 2016: The Man Who Was Thursday - Thursday
- 2017:  Origami - David
- 2017: Permission - Dane
- 2019: Rapid Eye Movement - Rick Weider
- 2020: She's in Portland - Luke
- 2020: Paint - Connor Fontaine
- 2021: The Winter House - Jesse
- 2022: Marlowe - Nico Peterson
- 2022: La Switch - Marc Leblanc
- 2022: Norbourg - Vincent Lacroix
- 2022: 23 Décembre - Alex
- 2023: Au revoir le bonheur - Nicolas Lambert
- 2025: Twinless

### Televisie
- 2008-2009: Taxi 0-22 - Marc-André
- 2008: The Double life of Eleanor Kendall  - Stefan
- 2009: Yamaska - Théo
- 2011-2013: The Borgias - Cesare Borgia
- 2015-2016 / 2020: Blindspot - Oscar
- 2017-2018: Midnight, Texas - Manfred Bernardo
- 2018: Unreal - Tommy Castelli
- 2019-2021: The Moodys - Dan Moody
- 2022: Surface - Harrison
- 2023: Yellowjackets - Paul
- 2023: Quantum Leap - Curtis Bailey
- 2023: Plan B - Patrick Landry

### Theater
- 2007: Tendres totems et croquis cruels van Francis Monty, producer Benoît Vermeulen, Fred-Barry
- 2008: L'imprésario de Smyrne van Carlo Goldoni, producer Carl Béchard, Théâtre du Nouveau Monde
- 2008: L'heure du lynx van Per Olov Enquist, producer Téo Spychalski, Théâtre Prospero
- 2009: Réveillez-vous et chantez van Clifford Odets, producer Luce Pelletier, Théâtre Prospero